# Jana Bieger
Jana Bieger (Kiel, 12 novembre 1989) è un'ex ginnasta statunitense.
Si è classificata seconda, dopo Vanessa Ferrari, nel concorso individuale femminile dei Campionati mondiali di Aarhus nel 2006, in Danimarca.

## Biografia
È di origini tedesche.
È figlia d'arte. Anche la madre Andrea Bieger era una ginnasta e gareggiava per la Germania Ovest, divenne poi sua allenatrice.

## Carriera
Ha partecipato ai suoi primi campionati nazionali statunitensi nel 2003.
Ha fatto il suo debutto internazionale con la squadra juniores americana nel Pacific Alliance 2004 vincendo quattro medaglie: oro nella gara a squadre e volta finale; argento sul fascio di equilibrio, dietro alla compagna di squadra Nastia Liukin.
Ha fatto il suo debutto nella divisione seniores nel 2005, piazzandosi terza nella volta e corpo libero ai Campionati degli Stati Uniti.
Fece parte della squadra americana ai Pan Am Championships del 2005 , dove si è classificata prima in squadra e guadagnando un argento e un bronzo individuali. 
Al Cottbus Cup 2006, parte del prestigioso circuito della Coppa del Mondo, ha gareggiato vincendo l'argento sulla trave. Ha preso parte ai campionati Pacific Alliance del 2006, dove ha vinto tre medaglie d'oro nella finale di squadra.
Nell'ottobre 2006, fece parte della nazionale degli Stati Uniti ai Mondiali di Aarhus, in Danimarca, dove vinse la medaglia d'argento nel concorso individuale, nel concorso a squadre e nel corpo libero. Tale risultato fu però contestato dalla squadra americana. La controversia fu dovuta in parte al fatto che la medaglia d'oro, Vanessa Ferrari, riuscì a vincere l'oro nonostante una caduta dalla trave di equilibrio.
Ha subito un infortunio alla caviglia all'inizio del 2007 durante la Coppa America che la portò a stare fuori dalle competizioni per qualche mese.
Tornò alle gareggiare nel 2008, al Pacific Rim 2008, dove vinse l'oro alle parallele asimmetriche.
Nel novembre 2009 venne convocata per la World Cup, a fianco della ginnasta statunitense Kytra Hunter.